# Северак-л'Егліз
Севера́к-л'Еглі́з, Северак-л'Еґліз (фр. Sévérac-l'Église) — колишній муніципалітет у Франції, у регіоні Окситанія, департамент Аверон. Населення — 421 осіб (2011).
Муніципалітет був розташований на відстані близько 510 км на південь від Парижа, 145 км на північний схід від Тулузи, 22 км на схід від Родеза.

## Історія
До 2015 року муніципалітет перебував у складі регіону Південь-Піренеї. Від 1 січня 2016 року належав до нового об'єднаного регіону Окситанія.
1 січня 2016 року Северак-л'Егліз і Лессак було об'єднано в новий муніципалітет Лессак-Северак-л'Егліз.

## Демографія
Динаміка населення (INSEE ):
Розподіл населення за віком та статтю (2006):
| Стать | Всього | До 15 років | 15-24 | 25-44 | 45-64 | 65-85 | Понад 85 |
| --- | ------ | ----------- | ----- | ----- | ----- | ----- | -------- |
| Чоловіки | 228    | 32          | 40    | 40    | 88    | 28    | 0        |
| Жінки | 204    | 32          | 12    | 52    | 72    | 36    | 0        |
| \| Статево-вікова піраміда \| Статево-вікова піраміда \| Статево-вікова піраміда \| \| ----------------------- \| ----------------------- \| ----------------------- \| \| Чоловіки \| Вік \| Жінки \| \| 0 \| 85 + \| 0 \| \| 0 \| 80-84 \| 8 \| \| 16 \| 75-79 \| 4 \| \| 8 \| 70-74 \| 20 \| \| 4 \| 65-69 \| 4 \| \| 8 \| 60-64 \| 16 \| \| 24 \| 55-59 \| 24 \| \| 20 \| 50-54 \| 8 \| \| 36 \| 45-49 \| 24 \| \| 4 \| 40-44 \| 8 \| \| 8 \| 35-39 \| 20 \| \| 16 \| 30-34 \| 4 \| \| 12 \| 25-29 \| 20 \| \| 20 \| 20-24 \| 4 \| \| 20 \| 15-20 \| 8 \| \| 12 \| 10-14 \| 8 \| \| 4 \| 5-9 \| 8 \| \| 16 \| 0-4 \| 16 \| |        |             |       |       |       |       |          |
| Статево-вікова піраміда |        |             |       |       |       |       |          |
| Чоловіки | Вік    | Жінки       |       |       |       |       |          |
| 0 | 85 +   | 0           |       |       |       |       |          |
| 0 | 80-84  | 8           |       |       |       |       |          |
| 16 | 75-79  | 4           |       |       |       |       |          |
| 8 | 70-74  | 20          |       |       |       |       |          |
| 4 | 65-69  | 4           |       |       |       |       |          |
| 8 | 60-64  | 16          |       |       |       |       |          |
| 24 | 55-59  | 24          |       |       |       |       |          |
| 20 | 50-54  | 8           |       |       |       |       |          |
| 36 | 45-49  | 24          |       |       |       |       |          |
| 4 | 40-44  | 8           |       |       |       |       |          |
| 8 | 35-39  | 20          |       |       |       |       |          |
| 16 | 30-34  | 4           |       |       |       |       |          |
| 12 | 25-29  | 20          |       |       |       |       |          |
| 20 | 20-24  | 4           |       |       |       |       |          |
| 20 | 15-20  | 8           |       |       |       |       |          |
| 12 | 10-14  | 8           |       |       |       |       |          |
| 4 | 5-9    | 8           |       |       |       |       |          |
| 16 | 0-4    | 16          |       |       |       |       |          |

## Економіка
2010 року серед 267 осіб працездатного віку (15—64 років) 213 були активними, 54 — неактивними (показник активності 79,8%, у 1999 році було 67,7%). З 213 активних мешканців працювало 198 осіб (105 чоловіків та 93 жінки), безробітними було 15 (3 чоловіки та 12 жінок). Серед 54 неактивних 19 осіб було учнями чи студентами, 24 — пенсіонерами, 11 були неактивними з інших причин.

У 2010 році у муніципалітеті числилось 165 оподаткованих домогосподарств, у яких проживали 387,5 особи, медіана доходів виносила 18 049 євро на одного особоспоживача.